# Per Vesterlund
Per Vesterlund, född 1961 i Uppsala, är en svensk filmvetare. 
Han disputerade år 2000 vid Stockholms universitet på avhandlingen Den glömde mannen: Erik ”Hampe” Faustmans filmer och är nu verksam som universitetslektor vid Högskolan i Gävle. Som redaktör och medredaktör har han bland annat gett ut Mediala hierarkier (2007) och Svensk television – en mediehistoria (2008). Han har under de senaste åren publicerat artiklar om bland annat svensk filmpolitik, TV-kultur och tidig biografkultur. Han är tillsammans med Lars Ilshammar och Pelle Snickars redaktör för antologin Citizen Schein (2010), som behandlar Harry Scheins levnadsbana.